# Vital' Kibuk
Vital' Anatolevič Kibuk (in bielorusso Віталь Анатолевіч Кібук?; Pinsk, 7 gennaio 1989) è un calciatore bielorusso, centrocampista del Volna Pinsk.

## Carriera
Ha giocato nella prima divisione bielorussa.